# نوگت
نوگت (انگلیسی: NuGet) یک مدیر بستهٔ آزاد و متن‌باز برای سکوی توسعه‌ای مایکروسافت است (که قبلاً به عنوان NuPack شناخته می‌شد).
که از معرفی اولیهٔ آن در سال ۲۰۱۰، سیر تکامل و تبدیل به اکوسیستمی بزرگتر از ابزار و خدمات را طی کرده‌است.
نوگت به شکل یک افزونهٔ ویژوال استودیو منتشر می‌شود که از ویژوال استودیو ۲۰۱۲ به صورت پیش‌فرض و از پیش نصب شده به همراه آن ارائه می‌شود. از این ابزار همچنین می‌توان در خط فرمان و اسکریپت‌های خودکار نیز استفاده کرد.
نوگت زبان‌های برنامه‌نویسی مختلفی را پشتیبانی می‌کند:
- بسته‌های چارچوب دات‌نت
- بسته‌های بومی نوشته شده با سی‌پلاس‌پلاس [۴] که ساخت آن‌ها با کمک CoApp انجام شده‌است.

## چاکلتلی
چاکلتلی یک نصب‌کننده و مدیر بسته‌های نرم‌افزاری است که برای ویندوز NT ایجاد شده‌است. این نرم‌افزار یک موتور اجرایی برای بسته‌های نرم‌افزاری مبتنی بر نوگت است که از Windows PowerShell برای اتوماسیون تسهیل نصب نرم‌افزار از دید کاربر استفاده می‌کند. نام این نرم‌افزار از «نوقا» که شکلاتی آن نیز دوست‌داشتنی‌است برگرفته شده‌است.
چاکلتلی می‌تواند توسط ماژول مدیر بسته‌های پاورشل ('وان‌گت' سابق) نسخهٔ ۵ فراخوانی شود.